# Grote Melmweg 31
Grote Melmweg 31 is een gemeentelijk monument op de Grote Melm in Soest in de provincie Utrecht.
De boerderij die op de Eem is gericht, werd in 1941 nieuw gebouwd naar een ontwerp van de Soester architect Arnold Brouwer.
De langhuisboerderij is met riet gedekt en heeft een wolfskap. De nok van de wit geschilderde voorzijde is hoger dan die van het achterhuis. De bogenvelden boven de vensters zijn voorzien van siermetselwerk. Op de plek van de baander is in de achtergevel een glasplaat gezet. Ook op de plaats van de staldeuren en het hooiluik zijn glasvensters gemaakt. Linksvoor het gebouw is een serre aangebouwd.
De schuur wordt ook als woning gebruikt. 

## Zie ook

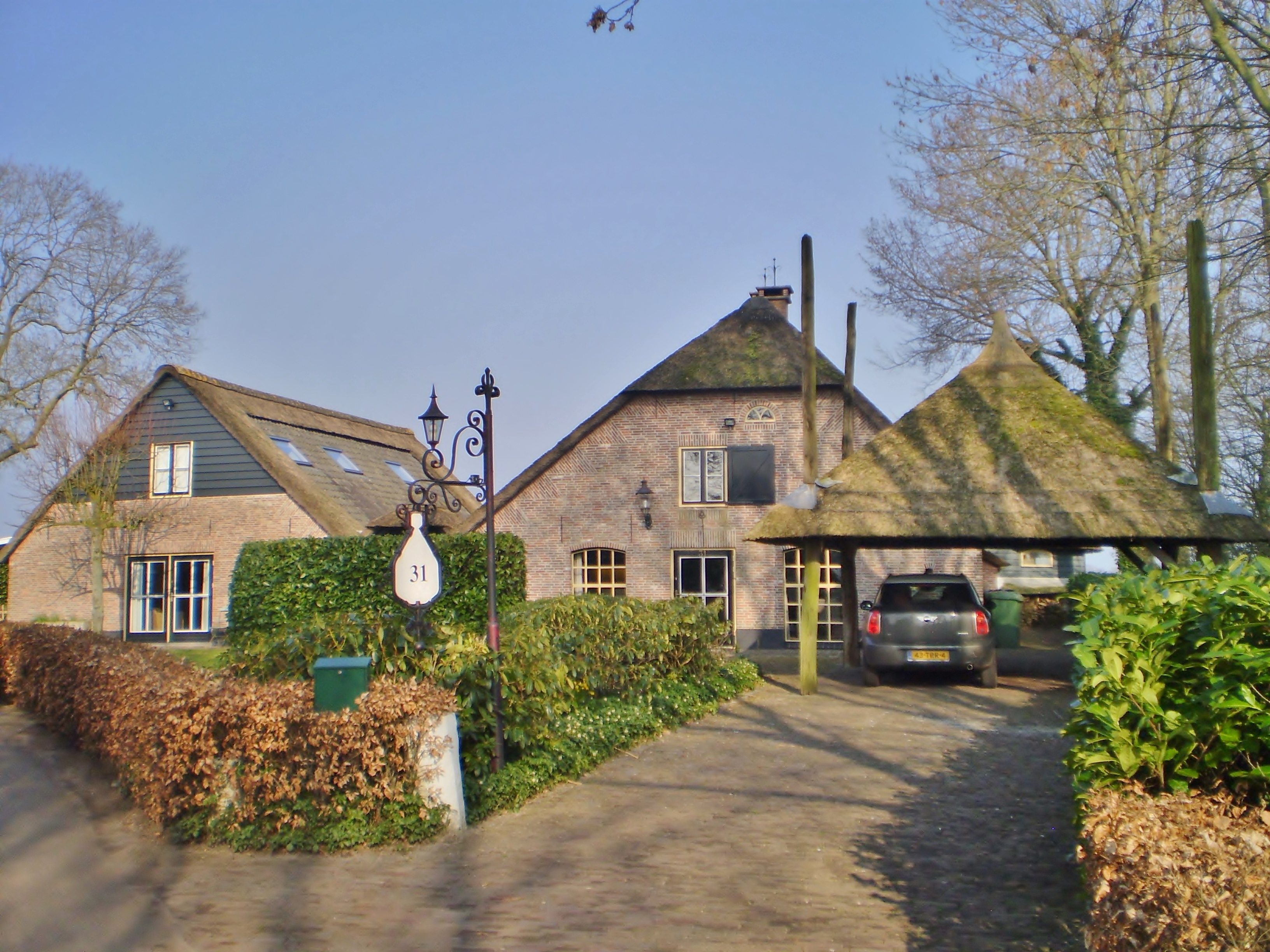
achterzijde
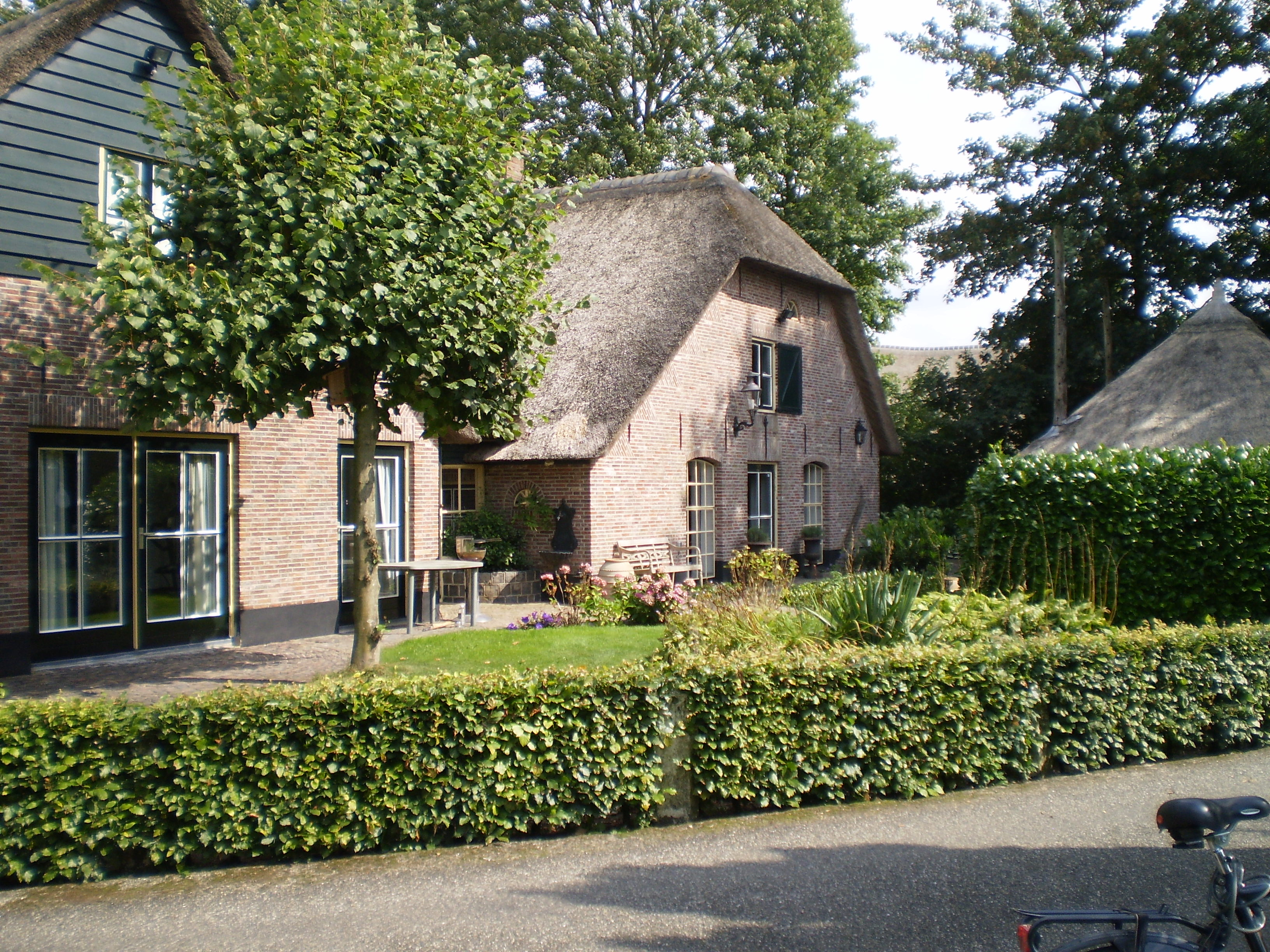
achterzijde